# 伊丽莎白·洛夫图斯
伊丽莎白·洛夫图斯（1944年10月16日—）是一位美国心理学家，加利福尼亚大学尔湾分校教授，知名于对误导信息效应、錯誤記憶等方面的研究与对恢復記憶治療的批评。